# Jean-Louis Leonetti
Jean-Louis Leonetti (Marsiglia, 14 luglio 1938 – Allauch, 2 agosto 2020) è stato un calciatore francese, di ruolo centrocampista.

## Biografia
Anche suo fratello Henri intraprese la carriera di calciatore all'Olympique Marsiglia. Al termine della carriera di calciatore lavorò come agente immobiliare a Marsiglia.

## Carriera
Ha totalizzato 355 presenze e 36 reti nella massima divisione francese, giocando per 18 stagioni da professionista con diverse squadre come l'Olympique Marsiglia con cui esordì dopo essersi formato nelle giovanili e il Bordeaux con cui ottenne per due stagioni consecutive il secondo posto in campionato.